# Diana Skouris
Diana Skouris is een personage in de Amerikaanse televisieserie The 4400, gespeeld door de Australische actrice Jacqueline McKenzie.
Diana Skouris is een NTAC-agente. Ze werkte aanvankelijk voor de CDC en heeft een medische achtergrond. Samen met haar collega Tom Baldwin, afkomstig van de FBI, onderzoekt zij de plotselinge terugkomst van de 4400 personen die sinds 1946 waren ontvoerd. Het is hun taak om alle slachtoffers te traceren en te ondervragen. De samenwerking tussen Diana en Tom verloopt aanvankelijk stroef vanwege hun verschillende achtergronden. 
Diana ontwikkelt een speciale band met de achtjarige Maia, die ze uiteindelijk ook zal adopteren. Als Diana en Tom ontdekken dat de NTAC verantwoordelijk is voor een ziekte die een deel van de slachtoffers - waaronder Maia - treft, wordt haar loyaliteit jegens haar werkgever op de proef gesteld.